# Доки є крила
«Доки є крила» — третій повноформатний студійний альбом гурту «Веремій», який вийшов 20 вересня 2016 року. На відміну від попередніх альбомів, витриманих в дусі фолк-металу, новий реліз має звучання, характерне для альтернативного року.

## Про альбом
До альбому увійшло 10 нових треків, робота над якими тривала з кінця 2014 по кінець 2015 року на студії ФДР, а ще близько року колективу знадобилося на фінальне відшліфування та коригування деталей. За словами фронтмена гурту Віталія Калініченка, «Доки є крила» можна назвати оновленим обличчям гурту , адже усі попередні альбоми були спрямовані на пропагування суто патріотичних ідей та мали відтінок культурно-просвітницької діяльності, в яких музиканти музикою і текстами пірнали в історію, традиції, міфи. Після виходу попередньої платівки «Вільна Земля», коли відбувся певний розквіт патріотичних настроїв у період «майдану-післямайдану», учасники гурту відчули, що деякою мірою досягнули мети, тому вирішили розширити коло питань у своїх піснях, підняти нові теми, спробувати зазвучати по-новому. На думку Калініченка, альбом є найкращим з того, що створив «Веремій».

## Список композицій
Автор слів і музики - Віталій Калініченко.
| #     | Назва             | Тривалість |
| ----- | ----------------- | ---------- |
| 1.    | «Холодна вода»    | 4:20       |
| 2.    | «За вікном війна» | 3:53       |
| 3.    | «Перший сніг»     | 3:09       |
| 4.    | «Доки є крила»    | 3:41       |
| 5.    | «Обертом»         | 3:35       |
| 6.    | «Тільки ти»       | 4:21       |
| 7.    | «Чужинці»         | 3:00       |
| 8.    | «Якщо йдеш»       | 3:28       |
| 9.    | «Жовтокоса»       | 3:58       |
| 10.   | «Буде добре»      | 3:55       |
| 37:20 |                   |            |

## Музиканти
- Віталій Калініченко — вокал
- Олександр Селюк — барабани
- Роман Квятковський — флейта
- Денис Бойко — гітара
- Андрій Сарафанов — бас
- Ігор Владимиров — гітара
- Тетяна Дубченко — скрипка